# Newton, Kingsley
Newton är en by i civil parish Kingsley, i distriktet Cheshire West and Chester, i grevskapet Cheshire, i England. Byn är belägen 15 km från Chester. Newton by Frodsham var en civil parish 1866–1936 när blev den en del av Kingsley. Civil parish hade 421 invånare år 1931.